# Faverdines
Faverdines – miejscowość i gmina we Francji, w Regionie Centralnym, w departamencie Cher.
Według danych na rok 1990 gminę zamieszkiwało 139 osób, a gęstość zaludnienia wynosiła 8 osób/km² (wśród 1842 gmin Regionu Centralnego Faverdines plasuje się na 998. miejscu pod względem liczby ludności, natomiast pod względem powierzchni na miejscu 774.).